# Concurso de talentos

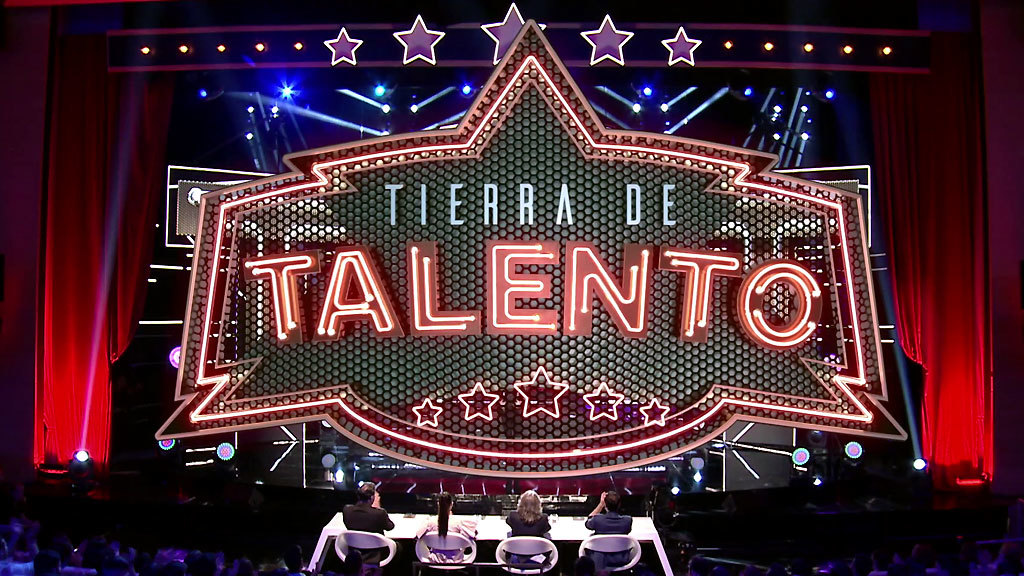
Tierra de Talento es un ejemplo de «talent show» emitido en Canal Sur

Un concurso de talentos (en inglés: talent show) es un espectáculo en el que varios concursantes muestran su talento delante de un jurado y público, a veces para obtener un premio o trofeo. A menudo, las actuaciones se valoran con un jurado detrás que opta o no para dar al premio, de vez en cuando, a los concursantes se les asigna un puesto de ganador y finalistas. En este caso, se les da el primer puesto al ganador y el segundo y tercero, a los finalistas.
La contabilidad de votos y/o puntuaciones de un Talent Show debe ser realizada por un abogado, contable o una persona confidencial de la organización del evento que esté adiestrada con las métricas de evaluación que los organizadores entiendan, son las más factibles. 
En su mayoría, los concursos de talentos suelen ser de tipo artístico: actuación, música, danza, acrobacias, etc. Sin embargo, también hay concursos de talento deportivo o culinario, entre otras actividades. 
El jurado de un Talent Show lo elige la organización del mismo y los que están encargados. Las métricas de evaluación típicamente son por votos, y personas con más experiencia mediante puntuaciones de cada criterio. Por ejemplo, se asignan 5 criterios con una puntuación máxima de 10. Se suman los totales de los criterios y se dividen en la cantidad de criterios, y esto nos da el total en el intervalo del 1 al 10. El resultado de esa división pasa a ser la puntuación final del juez y esto se unirá a las de los otros jueces y se repite el mismo proceso para llevarlos a la puntuación final. 
En los últimos tiempos, los concursos de talentos se han convertido en un género notable de telerrealidad, que ha catapultado a algunos artistas aficionados a la fama, y la carrera profesional de éxito comercial, con exponentes convertidos en franquicias internacionales como Got Talent, Popstars, Factor X, The Voice, Rojo el color del talento, Rojo fama contrafama, etc.

## Historia

### España
El uso del formato en España puede rastrearse hasta los pasos iniciales de la televisión en España en la década de 1950. En aquel momento una recién nacida Televisión española programó Hacia la fama (1957-1959), con Ángel de Echenique y Blanca Álvarez, que buscaba nuevos talentos en el campo de la música, literatura, mímica y baile. Seguirían a lo largo de los años Caras nuevas (1957), con Blanca Álvarez y María José Valero; Primer aplauso (1959), programa en el que se descubrió a Rocío Dúrcal; Primer éxito (1961), con José Luis Uribarri; Salto a la fama (1963-1965), con José Luis Barcelona; Danzas de España (1966), con Jesús Álvarez García; Canción 71 (1971), con Laura Valenzuela o La gran ocasión (1972-1974), con Miguel de los Santos.
El más longevo de todos fue Gente joven (1974-1987), en el que concursaron principiantes, posteriormente convertidos en estrellas de la canción como María del Monte o el grupo Mecano. Le seguiría, a finales de los 80, El salero.
En la década de 1990, la fórmula encontró pocos exponentes, pudiendo mencionarse Lluvia de estrellas (1995-2001) en Antena 3, del que salió la cantante Tamara y, en clave de parodia, El semáforo (1995-1997), de Chicho Ibáñez Serrador, en TVE.
Sin embargo, la gran eclosión del género en España se produce en la década de 2000, siendo el gran motor inicial Operación Triunfo (2001-2011, 2017-actualidad), producido por Gestmusic Endemol y emitido inicialmente por TVE. Se trata de un formato original español, que combina elementos de anteriores concursos de talentos (Popstars), así como de programas de telerrealidad (Gran hermano) y que se convierte en un auténtico fenómeno social en el país.
Desde entonces, con mayor o menor fortuna, las diferentes cadenas han venido emitiendo ininterrumpidamente concursos de talentos, casi siempre adaptación de formatos extranjeros, entre los que pueden mencionarse:
- Antena 3
  - Estudio de actores (2002), con Juan Ramón Lucas.
  - Al pie de la letra (2007-2008), con Javier Estrada.
  - Quiero cantar (2010), con Jorge Fernández
  - Tu cara me suena (Antena 3, 2011- ), con Manel Fuentes.
  - El número uno (2012-2013 ), con Paula Vázquez
  - Top Chef (2013- ), con Alberto Chicote. Adaptación de Top Chef (Estados Unidos).
  - Top Dance (2016), con Manel Fuentes.
  - Tu cara no me suena todavía (2017), con Manel Fuentes.
  - Veo cómo cantas (2021- ), con Manel Fuentes. Adaptación de I Can See Your Voice (Corea del Sur).

- Cuatro 
  - Factor X (2007-2008), con Nuria Roca. Adaptación de The X Factor (Reino Unido).
  - Circus, más difícil todavía (2008), con Josep Lobató. Adaptación de Celebrity Circus (Australia).
  - Tienes talento (2008), con Nuria Roca. Adaptación de Britain's Got Talent (Reino Unido).
  - Fama, ¡a bailar! (2008-2011), con Paula Vázquez. Adaptación de Fama (Chile).
  - Bake Off España (2019- ), con Jesús Vázquez. Adaptación de The Great British Bake Off (Reino Unido).
  - Adivina qué hago esta noche (2019- ), con Santi Millán.

- La Sexta
  - Eso lo hago yo (2016), con Carlos Sobera.
  - Tu sí que sí (2017), con Cristina Pedroche.

- Telecinco
  - Popstars España (Popstars: Todo por un sueño) (2002), con Jesús Vázquez.Adaptación de Popstars (Reino Unido).
  - Operación Tony Manero (2008), con Christian Gálvez.
  - Tú sí que vales (2008-2013 ), con Christian Gálvez.
  - Cántame una canción (2010), con Pilar Rubio.  Adaptación de Io canto (Italia).
  - La voz (2012- ) con Jesús Vázquez.  Adaptación de The Voice (Países Bajos).
  - Pequeños gigantes (2014-2015), con Jesús Vázquez.  Adaptación de Pequeños gigantes (México).
  - Levántate (2015-2016), con Jesús Vázquez.
  - Got Talent (2016- ), con Santi Millán.
  - Me lo dices o me lo cantas (2017), con Jesús Vázquez.
  - Idol Kids (2020- ), con Jesús Vázquez Adaptación de American Idol (México).

]+ Top Star ¿Cuánto vale tu voz? (2021- ), con Jesús Vázquez
- TVE
  - Operación triunfo (TVE 2001-2002, 2017-2020, y Telecinco; 2011-presente), con Carlos Lozano, Jesús Vázquez y Pilar Rubio.
  - Gente de Primera (2005), con Esther Arroyo.
  - El coro de la cárcel (2006-2009).
  - Canta!. Singstar (2008), con Carlos Sobera.
  - Hijos de Babel (2008), con Antonio Garrido.
  - ¡Quiero bailar! (2008), con Josep Lobató.
  - Cántame cómo pasó (2010), con Anne Igartiburu.
  - MasterChef (2013- ), con Eva González.  Adaptación de MasterChef (Reino Unido).
  - MasterChef Junior (2013- ), con Eva González.
  - Uno de los nuestros (2013), con Carlos Latre
  - Generación Rock (2013), con Melendi
  - Insuperables (2015), con Carolina Cerezuela
  - Cocineros al volante (2015), con Paula Prendes
  - El gran reto musical (2017), con Eva González.
  - Fantastic dúo (2017- ), con Nuria Roca.
  - Maestros de la costura (2018-), con Raquel Sánchez Silva.
  - Prodigios  (2019- ), con Boris Izaguirre. Adaptación de Prodiges (Francia).

Por otro lado, desde finales de la década de 2000, se puso en boga en el país, con el espacio Mira quien baila, un subgénero del Talent Show, en el que son famosos o celebridades los que deben demostrar sus habilidades, artísticas, culinarias o incluso deportivas. Algunos ejemplos incluyen: 
- Vivo cantando: los años dorados (Telecinco, 2003), con Jesús Vázquez.
- ¡Mira quién baila! (TVE, y Telecinco; 2005- ), con Anne Igartiburu, Pilar Rubio y Jaime Cantizano.  Adaptación de Strictly Come Dancing (Reino Unido).
- Esta cocina es un infierno (Telecinco, 2006), con Carolina Ferre.
- El desafío bajo cero (Telecinco, 2006), con Manel Fuentes.  Adaptación de Dancing on Ice (Reino Unido).
- Tu cara me suena (Antena 3, 2011- ), con Manel Fuentes.
- Splash! Famosos al agua (Antena 3, 2013), con Arturo Valls.  Adaptación de Sterren Springen Op Zaterdag (Países Bajos).
- ¡Mira quién salta! (Telecinco, 2013-2014 ), con Jesús Vázquez.
- ¡A bailar! (Antena 3, 2014 ), con Mónica Naranjo.
- MasterChef Celebrity (TVE, 2016- ), con Eva González.
- Levántate All Stars (Telecinco, 2016), con Jesús Vázquez.
- Me lo dices o me lo cantas (Telecinco, 2017), con Jesús Vázquez.
- El desafío (Antena 3, 2021-), con Roberto Leal.[7]
- Maestros de la costura Celebrity (TVE, 2025), con Raquel Sánchez Silva.

### Estados Unidos
En Estados Unidos el concurso de talentos más importante fue American Idol, creado por Simon Fuller y que se estrenó en 2002, con la participación como jueces, a lo largo de los años, de entre otros Simon Cowell, Paula Abdul, Randy Jackson, Kara DioGuardi, Ellen DeGeneres, Jennifer López, Steven Tyler, Mariah Carey, Nicki Minaj y Keith Urban. Hasta la fecha, el programa sigue siendo uno de los más populares de la televisión estadounidense y en los últimos años ha lanzado a cantantes de éxito como Kelly Clarkson (ganadora de tres premios Grammy), Carrie Underwood (ganadora de 7 premios Grammy) y Jennifer Hudson (ganadora del 1 Oscar y un Grammy).
En 2006 Simon Cowell creó America's Got Talent, que luego sería exportado al resto del mundo.
Desde abril de 2011 se emite también el programa The Voice, el formato de origen neerlandés, y que en Estados Unidos ha contado con jueces como Adam Levine, Blake Shelton, Christina Aguilera, Cee Lo Green, Shakira y Usher.
En septiembre de 2011 Simon Cowell importó a Estados Unidos el programa británico The X Factor, entre cuyos jueces se incluyen el propio Cowell, L.A. Reid, Britney Spears, Demi Lovato, Paula Abdul, Nicole Scherzinger y Cheryl Cole.

### México
En México, el Talent Show vio la luz en el año 2002 a raíz del rotundo éxito del reality Big Brother. El género talento show comenzó a través de la pantalla de Televisa con el estreno del programa de talentos Popstars México, programa que era emitido los jueves por Canal 5*. 
Tiempo después, su competencia directa TV Azteca decidió su propio talent show llamado La Academia, el cual consiste en un grupo de 14 jóvenes que se preparan en una academia de canto de alto rendimiento, pero para ello, deberán vivir un encierro de alrededor de cuatro meses. Un mes después, Televisa estrena el programa Operación Triunfo, el cual es una franquicia del exitoso programa del mismo nombre, originario de España, producida por Televisa en colaboración con la cadena holandesa Endemol (que fueron los mismos que produjeron Big Brother. Ambos programas, La Academia y Operación Triunfo se enfrentaban por la audiencia dominical, donde el talent show de TV Azteca salía vencedor en cuanto a índice de audiencia al registrar un promedio mínimo de 27 puntos de índice de audiencia, mientras que Televisa marcaba saldos rojos con OT al registrar cifras por debajo de los 15 puntos a nivel nacional.
El avasallante éxito de La Academia no solo arrasó contra Operación Triunfo (que su programa final solo registró 17 puntos, contra 36 puntos de la competencia), sino que la final de La Academia se llevó a cabo en el Auditorio Nacional con un índice de audiencia histórico para TV Azteca, cifras a partir de 45 puntos de índice de audiencia, aunque algunas fuentes afirman que llegó a registrar hasta 60 puntos en televidentes.
A partir de esa fecha, ambas cadenas llevan a cabo una batalla por el gusto del público al llevar estos siguientes talent show:
Televisa
- Popstars México
- Operación Triunfo (2002)
- Código F.A.M.A. (2003-2005)
- Bailando por un sueño (2005, 2014, 2017)
- Cantando por un sueño (2006)
- Bailando por la boda de mis sueños (2006)
- Buscando a Timbiriche: La Nueva Banda (2007)
- Primer Campeonato Mundial de Baile (2007)
- El show de los sueños (2008)
- Hazme reír y serás millonario (2009)
- Segundo Campeonato Mundial de Baile (2010)
- Décadas (2010)
- Pequeños gigantes (2011-2012, 2018-2020) (en 2020 cancelado por pandemia de COVID-19)
- La voz México (2011-2018) (a partir de 2019 se transmite por TV Azteca)
- Parodiando (2012-2013, 2015)
- Lo que más quieres (2013)
- El gran chapuzón (2014)
- Me pongo de pie (2015)
- La apuesta (2016)
- La voz kids (2017, 2019) (en 2019 se emite como última edición a pesar de que TV Azteca había adquirido los derechos de transmisión)
- Mira quién baila (2018) (en coproducción con Univision)
- Familias frente al fuego (2019)
- El retador (2021-2022) (en 2022 es producido por TelevisaUnivision)
- Tu cara me suena (2022) (producido por TelevisaUnivision)
- Mira quién baila All Star (2023) (producido por TelevisaUnivision)

TV Azteca
- La Academia (2002-2006, 2008-2012, 2018-2024)
- Desafío de estrellas (2003, 2006, 2009)
- Homenaje a (2003)
- Estrellas de novela (2003)
- Bailando por un millón (2005)
- Te regalo mi canción (2005)
- Disco de oro (2007)
- High School Musical: la selección (2007) (en coproducción con Disney Channel Latinoamérica)
- Segunda oportunidad (2010)
- Soy tu doble (2012, 2014)
- México baila (2013)
- La Academia Kids (2013-2014)
- México tiene talento (2014-2015, 2019)
- Baila si puedes (2015)
- ¡Sí se puede! (2015) (en coproducción con Telemundo)
- MasterChef (2015-2021)
- MasterChef Junior (2016-2017, 2023)
- Grandes chicos (2017) (cancelado por bajo índice de audiencia)
- La voz (2019-2022) (en 2019 se emite en TV Azteca, después de haber sido producida por Televisa durante 7 años)
- La voz senior (2019-2021)
- La voz kids (2021-2022)
- MasterChef Celebrity (2021-actualidad)
- Todos a bailar (2021-2022)
- Batallas musicales México (2022)
- D-BUT FC (2023)

Imagen Televisión
- Oye al chef (2019) (en coproducción con Discovery H&H)

### Reino Unido
El Reino Unido se ha mostrado como el país europeo más influyente en el desarrollo del género; de hecho, muchos de estos programas nacieron en Gran Bretaña y luego se extendieron al resto del mundo.
En 2001 el productor Simon Fuller creó el concurso de talentos Pop Idol. El programa se emitió en dos ediciones a través de la cadena ITV y posteriormente fue exportado a otros países como Estados Unidos, Australia, Suecia, Francia, etc. Al mismo tiempo, Fuller puso en marcha otro programa, Popstars, también exportado al exterior. Entre los nuevos talentos que encontraron en estos dos programas su plataforma de lanzamiento pueden mencionarse Will Young (ganador de la primera edición de Pop Ídolo) y Girls Aloud (formadas con la segunda edición de Popstars).
En 2004 nació The X Factor, concebido y producido por Simon Cowell, que a lo largo de los años ha visto la participación como jueces de Simon Cowell, Sharon Osbourne, Louis Walsh, Dannii Minogue, Cheryl Cole, Gary Barlow, Kelly Rowland , Tulisa Contostavlos y Nicole Scherzinger (exjuez en la versión americana). El programa fue un gran éxito en el Reino Unido y posteriormente exportado a otros países. El programa, además de haber lanzado a artistas como Leona Lewis, Alexandra Burke, JLS, Rebecca Ferguson, One Direction, Cher Lloyd, Little Mix y Olly Murs, contribuyó a la carrera en solitario de Cheryl Cole.
En 2007 se estrenó Britain's Got Talent, creado por Simon Cowell, en el que participan artistas aficionados de cualquier edad, que se desempeñan en diferentes disciplinas, como canto, baile o espectáculos cómicos. El programa logró un gran éxito en el Reino Unido y se exportó a otros países. Entre los cantantes que se dieron a conocer puede mencionarse a la escocesa Susan Boyle.
The Voice UK (2012), versión británica del formato neerlandés ha sido el último estreno del género en el Reino Unido.